# Находка (Тазівський район)
Нахо́дка (рос. Находка) — село у складі Тазівського району Ямало-Ненецького автономного округу Тюменської області, Росія. Адміністративний центр та єдиний населений пункт Находкинського сільського поселення.

## Географія
Розташоване на правому березі Тазівської губи (частина Обської губи) за 56 км на північний захід від райцентру — селища Тазовський. Клімат суворий: довга арктична зима (часом до -50 °C), а льодохід починається тільки у другій половині травня.

## Історія
Село є центром сільської ради з 1959 року. Назва була дана місцевості 1863 року дослідником Ю. І. Кушелевським. На початку XX століття тут розташовувався рибний промисел Сургутського промисловця Торопчина. Будівництво селища почалося 1942 року.
1988 року Тазівською геофізичною експедицією відкрито Находкинське газове родовище.

## Населення
Населення — 1305 осіб (2017, 1205 у 2010, 1143 у 2002).
Національний склад станом на 2002 рік: ненці — 98 %.

## Господарство
У селі є школа, клуб, пекарня, електростанція, телефонна станція.